# Madame (cantante)
Madame, seudónimo de Francesca Calearo (Vicenza, 16 de enero de 2002), es una cantautora y rapera italiana.
Tras alcanzar la fama en 2018 gracias a la canción Sciccherie, en 2021 ganó la Targa Tenco tanto en la categoría de «Mejor ópera prima» por su álbum debut homónimo como en la categoría de «Mejor canción» por el sencillo Voce. Luego participó dos veces en el Festival de San Remo como intérprete, en 2021 con la canción Voce, y en 2023 con la canción Il bene nel male, participando nuevamente en 2024 como coautora y ganándolo con la canción La noia cantada por Angelina Mango.

## Biografía

### 2018-2020: Debut y primeras colaboraciones
En 2018, a la edad de dieciséis años, debutó con el sencillo Anna, producido por Eiemgei y distribuido por AAR Music (en ese momento "Arcade Army Records"). Poco después, firmó un contrato con el sello Sugar Music. Hacia finales de año lanzó su segundo sencillo producido por Eiemgei, Sciccherie, que luego fue certificado platino, gracias al cual comenzó a destacar entre los mejores artistas italianos emergentes de su generación.  En agosto del año siguiente, Sciccherie fue compartida en Instagram por el futbolista Cristiano Ronaldo, dueño del que en ese momento era el segundo perfil más seguido del mundo en la red social, un episodio que aumentó repentinamente la popularidad del joven cantautor.
En 2019 Madame pasó a estar bajo la dirección de Paola Zukar, mánager de muchos artistas de la escena del rap y más allá. Tras esta firma, vieron la luz los sencillos 17, producido por Eiemgei y Mago del Blocco, y La promessa dell'anno, producido por Estremo. Hacia finales de año colabora con Rkomi en la canción . Rosso Night Skinny, con Ensi en Mira y con Marracash en el tema Madame - L'anima, este último certificado doble platino.
Entre febrero y abril de 2020 lanzó los sencillos Baby (posteriormente certificado platino) y Sentimi, ambos producidos por Crookers. Luego fue llamada para hacer tanto el tema Weekend en el mixtape Bloody Vinyl 3 junto a Young Miles y Slait, y el remix oficial de Andromeda, sencillo de la cantante Elodie. En julio colaboró con Dardust, Ghali y Marracash para crear el sencillo Defuera, que fue certificado platino.
En septiembre participó en Heroes, el primer concierto colectivo transmitido en directo en Italia. En el mismo período contribuyó a la creación de Nuove strade con Ernia, Gaia, Samurai Jay y Rkomi y a la producción de Andry the Hitmaker: el sencillo alcanzó el número 51 en las listas italianas. En octubre colabora con Negramaro en el álbum Contatto con la canción Non è vero niente, mientras que en noviembre sale el sencillo en solitario Clito.
El 3 de diciembre, la cantante abrió la semifinal de la decimocuarta edición de X Factor, cantando su canción Baby a dúo con el concursante Blind. La semana siguiente, el 10 de diciembre, volvió a ser invitado al talent show durante la final, interpretando Non è vero niente junto a Negramaro. El 18 de diciembre estará disponible el sencillo Euforia de Chris Nolan en colaboración con Tedua, Aiello y Birthh.

### 2021-2022: Primer San Remo yMadame
En enero de 2021 lanza el sencillo Il mio amico en colaboración con Fabri Fibra, certificado platino por FIMI, mientras que el 5 de febrero siguiente aparece, junto a Rkomi, en la canción Acqua contenida en el álbum debut de Mace, OBE.
Entre el 2 y el 6 de marzo de 2021 participó por primera vez en el concurso del 71° Festival de San Remo, en la sección Campioni, con el tema inédito Voce. Al final del festival alcanzó la octava posición, ganando el Premio Lunezia por el valor musical-literario de la canción y el Premio Sergio Bardotti al mejor texto. El sencillo fue posteriormente certificado cuádruple platino por FIMI.
Madame, el primer álbum oficial, se lanzó el 19 de marzo. Consta de 16 temas, ocho de ellos colaborativos, y está publicado por Sugar Music. Durante su tercera semana en las listas alcanzó la primera posición en la lista de álbumes FIMI, posteriormente certificado doble platino por FIMI. El 4 de junio se lanzó el sencillo Marea, producido por Dardust y Bias. El 13 de julio se anunció su victoria en dos Targhe Tenco, uno al mejor debut por el álbum Madame y otro a la mejor canción, Voce.
En julio de 2021 se le confió el papel de concertino de la Notte della Taranta para el Concertone del 28 de agosto, papel que compartió con el compositor Enrico Melozzi. El Concierto fue retransmitido por primera vez por televisión en Rai 1 el 4 de septiembre por la tarde. En el mismo mes colaboró con Leon Faun en la canción Poi, poi, poi incluida en el álbum C'era una volta.
El 3 de septiembre se lanzó el nuevo sencillo Tu mi hai capito con la participación de Sfera Ebbasta, mientras que al día siguiente partió desde Brescia su primera mini gira Madame in tour Estate 2021. El 22 de septiembre de 2021 fue anunciada como una de las copresentadoras de Le Iene junto a Nicola Savino para presentar un episodio, el del 2 de noviembre.  En noviembre de 2021 participó junto a Chiello de FSK Satellite en el sencillo La strega del frutteto del álbum Sick Luke X2 ; Posteriormente participó en varios otros sencillos: Perso nel buio (2021) de la reedición del EP Sangiovanni del artista homónimo, Mi fiderò (2021) del álbum Materia (Terra) de Marco Mengoni y Pare (2022) del álbum Sensazione ultra de Ghali.
El 15 de abril es el turno de la canción L'eccellenza, grabada para la serie de Prime Video Bang Bang Baby, mientras que el 3 de mayo comienza Madame in tour 2022, inicialmente previsto para noviembre de 2021 pero pospuesto debido a la pandemia de COVID-19.
El 23 de agosto de 2022, fue anunciada como anfitriona del concierto final de la Notte della Taranta, junto a Gino Castaldo; para el cantautor esta es la primera vez en este rol, después de haber sido ya el concertino de la edición anterior.

### 2023: Segundo San Remo yL'amore
En febrero de 2023 participó por segunda vez en la competición del 73.er Festival de San Remo con la canción Il bene nel male, que quedó en séptimo lugar al final del evento,  recibiendo elogios de la crítica y del público por la letra y la interpretación de la canción. Unas semanas después del lanzamiento de Il bene nel male, la cantante confirmó el lanzamiento de su segundo álbum de canciones inéditas, titulado L'amore, que tuvo lugar el 31 de marzo. El sencillo Aranciata, del álbum que contiene la canción de San Remo, fue lanzado el 9 de junio. El 10 de febrero de 2024, la canción La noia, escrita por Madame para Angelina Mango con la colaboración de esta última y Dario Faini, ganó el Festival de San Remo.

## Vida privada
Creció en Creazzo, frecuentó el liceo de ciencias humanas Don Giuseppe Fogazzaro de Vicenza, donde conoció al cantante Sangiovanni, de quien es muy buena amiga. Siendo adolescente, en un estudio también entró en contacto con la cantante Gianmaria, también de Vicenza. Se declaró bisexual durante una entrevista concedida al periódico La Repubblica en marzo de 2021. En una entrevista con el Corriere della Sera declaró posteriormente que había sufrido acoso escolar durante sus años escolares.
Es fanática del LR Vicenza y del Inter.

## Controversias

### Falsedad ideológica
En diciembre de 2022 fue investigada, junto a la tenista Camila Giorgi, por la Fiscalía de Vicenza por el delito de falsificación ideológica contra el Sistema Nacional de Salud . Según la Fiscalía, la señora habría obtenido el Green Pass sin haberse sometido siquiera a la vacuna anti-COVID-19. La investigación nació en el contexto de una investigación más amplia que involucraba, entre otros, a la médica vicentina Daniela Grillone Tecioiu, de quien se dice que Madame fue paciente.
Esta noticia causó desconcierto respecto a la posibilidad de que el artista participara en el Concierto de Año Nuevo en el Circo Máximo de Roma, sin embargo su participación fue confirmada. Del mismo modo, el director artístico del Festival San Remo 2023, Amadeus, confirmó la presencia de la cantante en el evento musical, haciendo referencia al principio de presunción de inocencia.
El 4 de enero de 2023, la cantante rompió su silencio con una publicación en sus redes sociales, sin mencionar la posesión ilegal del falso certificado verde, afirmando que había sido víctima de los temores de sus padres respecto a la vacuna anticovid, así como cualquier otra vacuna propuesta por ley, recurriendo a remedios naturales, y que había cambiado de opinión al iniciar todo el ciclo de vacunación justo antes del llamado de la comisaría. Al día siguiente, la cantante eliminó la publicación, diciendo que lo había hecho para "hacer espacio para sus nuevos proyectos".

## Estilo y influencias musicales
Su música se describe a menudo como urbana con fuertes influencias del rhythm and blues. La cantante ha declarado que los géneros en los que más se inspira son el trap, el neomelódico siciliano, la música de Fabrizio De André y la música instrumental de artistas como Ludovico Einaudi y Eddie van Halen.   Sin embargo, sus principales referencias son los raperos Izi y Rkomi.

## Discografía
- 2021 – Madame
- 2023 – L'amore

## Giras
- 2021 – Madame in tour estate 2021
- 2022 – Madame in tour 2022
- 2022 – Madame in tour estate 2022
- 2023 – Madame Live 2023

## Programas de televisión
- Notte della Taranta (Rai 1, 2021-2022) - directora, coconductora
- Le Iene (Italia 1, 2021) - coconductora

## Participación en certámenes de canto
- Festival de San Remo (Rai 1)
  - 2021 – 8.º puesto en la sección "Campeones" con Voce
  - 2023 – 7.º puesto con Il bene nel male

## Premios y reconocimientos
- Ciao - Rassegna Lucio Dalla
  - 2024 – Premio Lucio Dalla Dancer en la categoría de canción con Il bene nel male[49]
- Festival de San Remo
  - 2021 – Premio Lunezia al valor musical y literario de la canción por Voce[24]
  - 2021 – Premio Sergio Bardotti al mejor texto para Voce[25]
  - 2024 – Premio Giancarlo Bigazzi a la mejor composición musical por La noia[4]
- Maravilloso espectáculo de Modugno
  - 2023 – Placa Modugno[50]
- Premios MTV Europa de la Música
  - 2021 – Nominación a mejor artista Italiano[51]
- Premio Basilica Palladiana
  - 2022 – Premio para honrar a personas e instituciones de la cultura y el entretenimiento del Véneto[52]
- Premio Fabrizio De André
  - 2024 – Placa De Andrè[53][54]
- SEAT Music Awards
  - 2021 – Premio Madame y Voce[55]
- Placa de Tenco
  - 2021 – Mejor ópera prima para Madame[1]
  - 2021 – Mejor canción para Voce
  - 2023 – Nominación a mejor álbum por L'amore[56]